# 赤星山
赤星山（あかぼしやま）は、愛媛県四国中央市にある山。標高1,453.2メートル。石鎚山脈の北東部に出た支脈である法皇山脈に属する。伊予小富士の別名がある山の一つで、麓は「小富士地域」と呼ばれており四国中央市立小富士小学校などがある。
山名は伊予国司の越智玉澄が乗った船が養老4年（720年）に土居沖で転覆しかかったため豊受山に祈ったところ、その西方の山の頂に火の玉が現れて海を照らし風が収まったことにちなんで命名されたとの伝説がある。また、夏にさそり座のアンタレス（赤い星）が山頂に輝くことに由来するという説もある。

## 登山

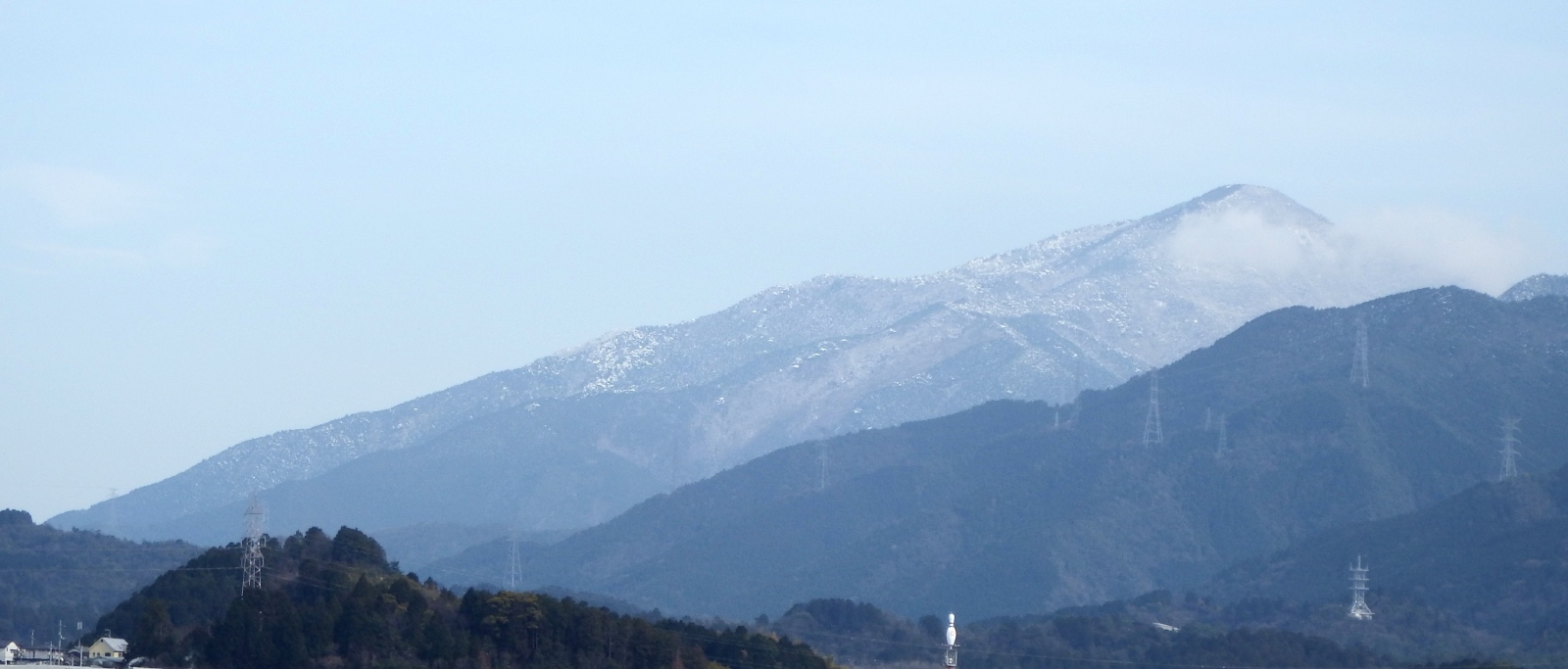
別名：伊予小富士

登山道は海に近い北側の野田登山口から登る皇子渓谷ラインと、南側の銅山川の支流である中尾谷川の上部の中尾から登る南コースがある。皇子渓谷ライン（赤星ライン）は中小の滝が次々に現れる見どころの多いコースであるが、標高差が1100メートルあまりもあり、4時間を要する。北側の麓ではやまじ風という強風が吹くほど屏風を立てたようにそびえて登山道中は険しい登りであるが、山頂部は山頂現象により草原でおだやかである。
赤星山の頂上から南ルートへ10分ほど下ったところに赤星のマークが刻まれた石の祠がある。

## 滝
野田登山口から入山するコースは序盤は沢沿いの登山道となっており、複数の滝を見ることができる。
主な滝は（下流から）機滝、紅葉滝、布引滝、稲妻滝、千丈滝、中折滝、天流滝である。

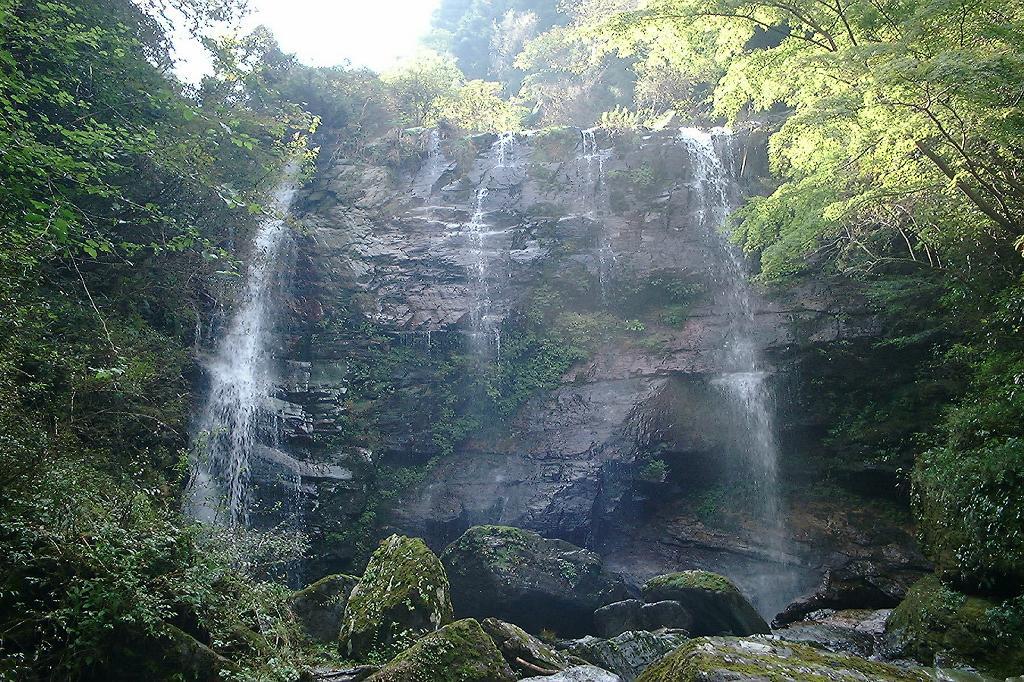
機滝（はただき）
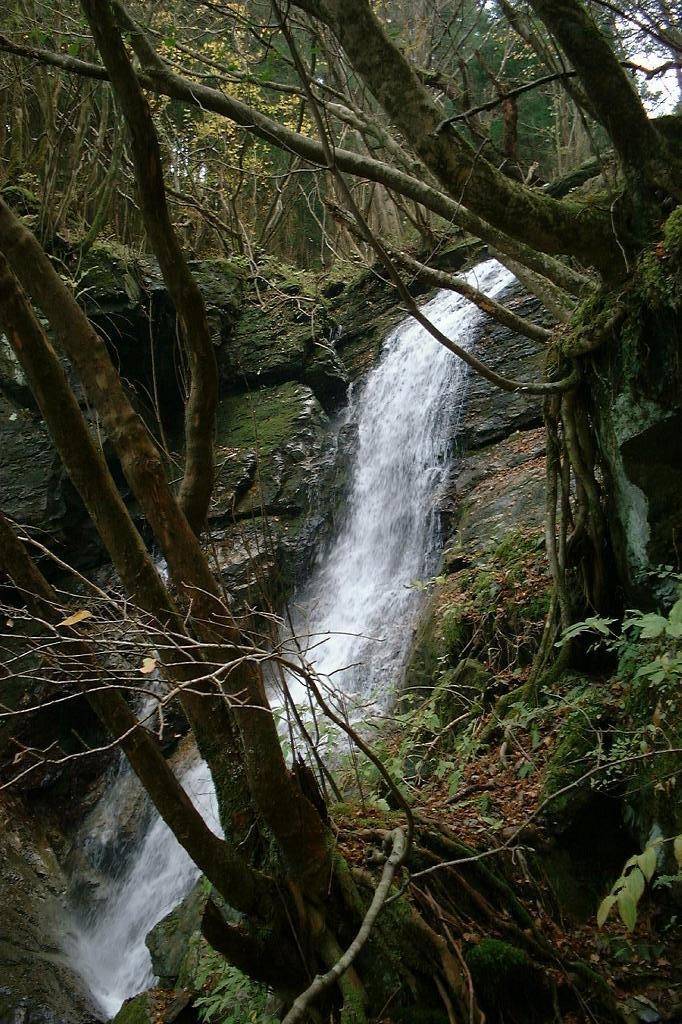
千丈滝
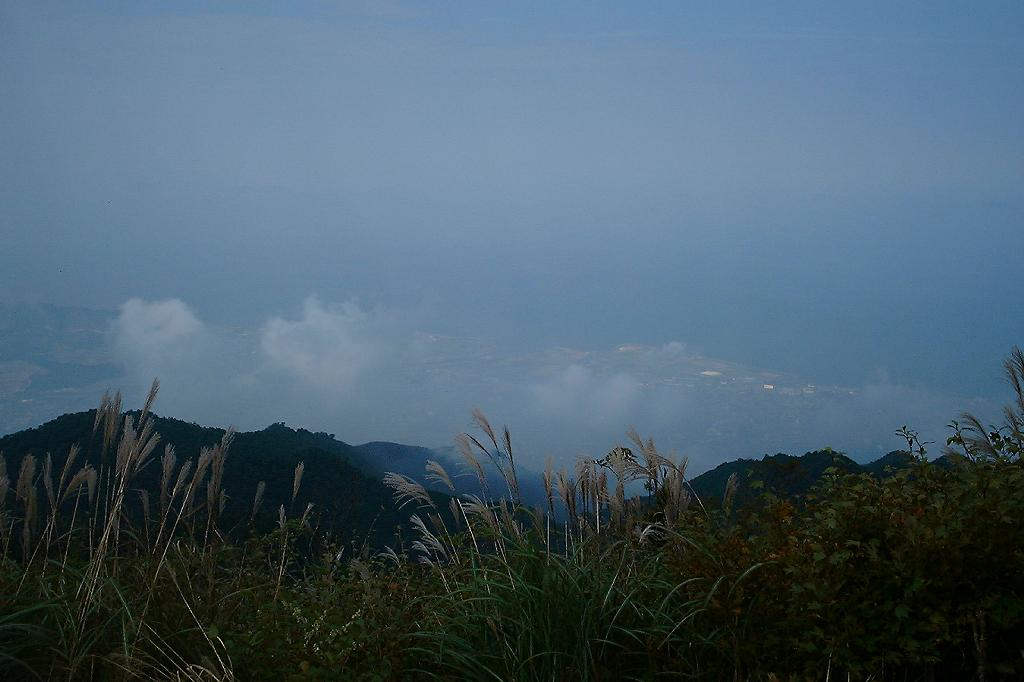
山頂から北を望む